# جاده ابریشم (آلبوم)
 موسیقی فیلم جاده ابریشم نام یک آلبوم موسیقی اثر کیهان کلهر، هنرمند ایرانی است که در سبک سنتی تهیه شده و دارای ۱۴ آهنگ است.

## فهرست آهنگ‌ها
| ردیف | آهنگ                      |
| ۱    | دره‌های سر سبز دور دست     |
| ۲    | (از دیر باز (ویلنسل، فلوت |
| ۳    | (از دیر باز (کوارتت زهی   |
| ۴    | نوید باران                |
| ۵    | رقص لزگی                  |
| ۶    | پژواک شهر گمشده           |
| ۷    | کوه‌ها خیلی دورند          |
| ۸    | نبرد از یاد رفته          |
| ۹    | تابستان سر سبز کوهستان    |
| ۱۰   | شب‌های کاروان سرا          |
| ۱۱   | چهار نعل هزار اسب         |
| ۱۲   | رنگ                       |
| ۱۳   | آهنگ ابرهای مقدس          |
| ۱۴   | موهینی                    |